# Jack Black
Jack Black (tên khai sinh Thomas Jacob Black, Jr., sinh ngày 28 tháng 8 năm 1969 tại California) là một diễn viên hài, ca sĩ nhạc rock và YouTuber người Mỹ từng giành giải Quả cầu vàng. Cùng với Kyle Gass, anh thành lập ban nhạc rock Tenacious D và có 2 album khá thành công. Năm 2003 anh tham gia vào bộ phim School of Rock và trở thành diễn viên nổi tiếng. Năm 2007 anh cùng Kyle Gass làm bộ phim về chủ đề Rock mang tên ban nhạc của mình. Năm 2008 anh tham gia lồng tiếng cho bộ phim hoạt hình Kung Fu Panda làm mưa làm gió trên bảng xếp hạng, đem về cho hãng Dream Work hơn 300 triệu đô la Mỹ. Cùng năm đó, anh tham gia bộ phim hài Tropic Thunder của Ben Stiller có sự tham gia của các tên tuổi lớn như Robert Downey Jr., Tom Cruise. Anh cũng từng được bầu là diễn viên hài xuất sắc nhất cùng với Ben Stiller, Steve Carell, Will Ferrell, anh em Luke và Owen Wilson.

## Tiểu sử
Thomas Jacob Black sinh ngày 28 tháng 8 năm 1969, ở Santa Monica, California, con trai của hai kỹ sư vệ tinh, Judith Love từng làm việc tại Kính viễn vọng không gian Hubble và cũng là nhà văn cùng Thomas William Black.

## Phim
| Năm  | Tên phim                                    | Nhân vật                 | Ghi chú khác                 |
| ---- | ------------------------------------------- | ------------------------ | ---------------------------- |
| 1991 | Our Shining Moments                         | Teenage Boy              |                              |
| 1993 | Demolition Man                              | Wasteland Scrap          |                              |
| 1993 | Airborne                                    | Augie                    |                              |
| 1994 | The NeverEnding Story III                   | Slip                     |                              |
| 1994 | Blind Justice                               | Private                  |                              |
| 1995 | Waterworld                                  | Floatplane Pilot         |                              |
| 1995 | The X-Files                                 | Bart "Zero" Liquori      |                              |
| 1995 | Dead Man Walking                            | Craig Poncelet           |                              |
| 1996 | Mars Attacks!                               | Billy Glenn Norris       |                              |
| 1996 | The Fan                                     | Technician               |                              |
| 1996 | The Cable Guy                               | Rick                     |                              |
| 1996 | Crossworlds                                 | Steve                    |                              |
| 1997 | The Jackal                                  | Ian Lamont               |                              |
| 1997 | Bongwater                                   | Devlin                   |                              |
| 1998 | I Still Know What You Did Last Summer       | Titus Telesco            |                              |
| 1998 | Enemy of the State                          | Fiedler                  |                              |
| 1999 | Jesus' Son                                  | George                   |                              |
| 1999 | Cradle Will Rock                            | Sid                      |                              |
| 2000 | High Fidelity                               | Barry                    |                              |
| 2001 | Shallow Hal                                 | Hal Larson               |                              |
| 2001 | Saving Silverman                            | J.D. McNugent            |                              |
| 2002 | Orange County                               | Lance Brumder            |                              |
| 2002 | Ice Age                                     | Zeke                     | Voice                        |
| 2002 | Run Ronnie Run                              | Lead Chimney Sweeper     |                              |
| 2003 | School of Rock                              | Dewey Finn               | Nominated for a Golden Globe |
| 2003 | Melvin Goes to Dinner                       | Mental Patient           |                              |
| 2004 | Shark Tale                                  | Lenny                    | Voice                        |
| 2004 | Envy                                        | Nick Vanderpark          |                              |
| 2004 | Anchorman: The Legend of Ron Burgundy       | Motorcyclist             | Uncredited (cameo)           |
| 2005 | King Kong                                   | Carl Denham              |                              |
| 2006 | Nacho Libre                                 | Nacho                    |                              |
| 2006 | The Holiday                                 | Miles                    |                              |
| 2006 | Tenacious D in The Pick of Destiny          | Jack "JB" Black          |                              |
| 2007 | Margot at the Wedding                       | Malcolm                  |                              |
| 2007 | Walk Hard: The Dewey Cox Story              | Paul McCartney           | uncredited                   |
| 2007 | The Simpsons                                | Milo                     | Voice                        |
| 2008 | Be Kind Rewind                              | Jerry                    |                              |
| 2008 | Kungfu Panda                                | Po                       | Voice                        |
| 2008 | Tropic Thunder                              | Jeff "Fats" Portnoy      |                              |
| 2009 | The Year One                                | Zed                      | post-production              |
| 2022 | Apollo 10 ½: Thời thơ ấu ở kỷ nguyên vũ trụ | Stanley lúc trưởng thành | Lồng tiếng                   |
| 2023 | Phim anh em Super Mario                     | Bowser                   | Lồng tiếng                   |
| 2024 | Kung Fu Panda 4                             | Po                       | Lồng tiếng                   |
| 2024 | Borderlands: Trở lại Pandora                | Claptrap                 | Lồng tiếng                   |
| 2025 | Một bộ phim Minecraft (Minecraft Movie)     | Steve                    |                              |